# Annette Baumeister
Annette Baumeister ist eine deutsche Regisseurin und Journalistin. Sie lebt und arbeitet in Berlin und Los Angeles.

## Leben
Baumeister stammt aus Westerheim, einem Dorf auf der Schwäbischen Alb. Sie studierte Zeitgeschichte, Wirtschafts- und Sozialgeschichte und Deutsche Literaturwissenschaften in Augsburg, Grenoble und München. Während ihres Studiums arbeitete sie in französischen, amerikanischen und deutschen Archiven. 2000 bis 2002 absolvierte sie ein Fernsehvolontariat bei der Spiegel-TV-Tochter Story House Productions.
Seit 2003 arbeitet Baumeister als freie Autorin und Regisseurin für deutsche und internationale Fernsehsender. Schwerpunkt ihrer Arbeit sind hintergründig recherchierte Dokumentationen. Ihre Dokumentation „Stasi auf dem Schulhof“ (WDR/MDR) aus dem Jahr 2012 sorgte in Deutschland für Aufsehen.

## Filmografie (Auswahl)
- 2001: Subhas Chandra Bose – Der indische Freiheitskämpfer, ZDF
- 2003: Reinhold Messner – Der Nanga Parbat, ZDF
- 2003: Der Rebell der Berge – Hajo Netzer, BR
- 2004: Idole: Harald Juhnke, ZDF
- 2004: Der große Treck – Eine Flucht aus Schlesien, ZDF
- 2005: Folter in Stammheim? Die Propaganda der RAF, WDR / NDR / ARD
- 2005: Die feindlichen Brüder – NVA und Bundeswehr, ZDF
- 2006: Majestät! Der gemachte König – Juan Carlos, ZDF
- 2006: 37 Grad: Leicht ist ganz schön schwer – Diagnose Parkinson, ZDF
- 2006: Angriff auf Pearl Harbor – Das Rätsel um den ersten Schuss, ZDF / Arte
- 2007: Königskinder! Der Thronfolger und die Journalistin – Prinz Felipe und Letizia, ZDF
- 2007: Die großen Kriminalfälle: Ronny Rieken – der Mädchenmörder, RB / ARD
- 2008: John Rabe – Der gute Deutsche von Nanking, ZDF
- 2009: EINGEMAUERT! Auf den Spuren der innerdeutschen Grenze, DW-TV
- 2009: ZDF-History: Die großen Komiker – Harald Juhnke
- 2010: Die Wilderer – Der Schwarze Peter, Servus TV
- 2011: Im Schatten der Krone – Spanien, ZDF
- 2012: Stasi auf dem Schulhof, ARD, WDR, MDR
- 2012: Wie wohnen die Deutschen?, ZDF
- 2012: ZDF Royal: Blaues Blut und schwarze Schafe
- 2013: Deutsche Dynastien: Das Haus Faber-Castell, ARD
- 2013: Roland Freisler – Hitlers Henker, MDR
- 2013: ZDF History: Der Vietnamkrieg und die Deutschen
- 2013: Too Young To Die: Natalie Wood, Arte
- 2014: 37 Grad: Außer Kontrolle. Leben mit Parkinson
- 2014: Die Kinder des 20. Juli 1944, ZDF
- 2014: Geschichte Mitteldeutschlands: Elsa Brändström – Der Engel von Sibirien, MDR
- 2015: Der King und das Mädchen – Elvis & Priscilla, Arte / ZDF
- 2015: Too Young To Die: Bruce Lee – Die Faust Hollywoods, ZDF / Arte
- 2015: Emmi Göring – Die First Lady der Nazis, MDR
- 2015: Sinatra – Die Stimme Amerikas, Arte
- 2016: Erich Kästner – Das andere Ich
- 2016: Gefangen im Kreml  – Die russischen First Ladys, ZDF / Arte
- 2018: Eiskalte Leidenschaft – Leni Riefenstahl und Arnold Fanck zwischen Hitler und Hollywood, ZDF / Arte
- 2018: Die Hälfte der Welt gehört uns – Als Frauen das Wahlrecht erkämpften, WDR, BR, NDR und Arte
- 2019: Colonia Dignidad – Aus dem Innern einer deutschen Sekte, (4 Teile bei ARTE/WDR, als Zweiteiler bei Das Erste)
- 2021: Johannes Brahms – Die Pranke des Löwen, Doku-Spielfilm[4]

## Auszeichnungen und Nominierungen
- 2018: Nominierung Deutsch-Französischer Journalistenpreis in der Kategorie Video für Die Hälfte der Welt gehört uns. Als Frauen das Wahlrecht erkämpften
- 2020: Preis der Deutschen Akademie für Fernsehen in der Kategorie Dokumentarfilm für Colonia Dignidad – Aus dem Innern einer deutschen Sekte
- 2021: Nominierung Grimme-Preis 2021 im Wettbewerb „Information & Kultur“ für Colonia Dignidad – Aus dem Innern einer deutschen Sekte
- 2021: Robert-Geisendörfer-Preis für Colonia Dignidad – Aus dem Innern einer deutschen Sekte